# Tujona
La tujona és una cetona i un monoterpè que de manera natural es presenta en dues formes diastereomèriques: (−)-α-tujona i (+)-β-tujona. Fa olor de mentol. Encara que anteriorment es creia que es presentava la tujona en el licor d'absenta, recents estudis han mostrat que la planta de l'absenta conté només petites quantitats de tujona i, per tant, és improbable que la tujona fos la responsable dels efectes de la psicodèlia d'aquest licor d'alta graduació alcohòlica. La tujona actua en els receptors GABA i receptors 5-HT3 al cervell. En molts països les quantitats de tujona presents en les begudes estan regulades.
A més de les tujones que es presenten de manera natural (−)-α-tujona i (+)-β-tujona, hi ha altres dues formes enantiomèriques possibles; (+)-α-tujona i (−)-β-tujona:

(−)-α-tujona
(+)-α-tujona
(+)-β-tujona
(−)-β-tujona

## Farmacologia

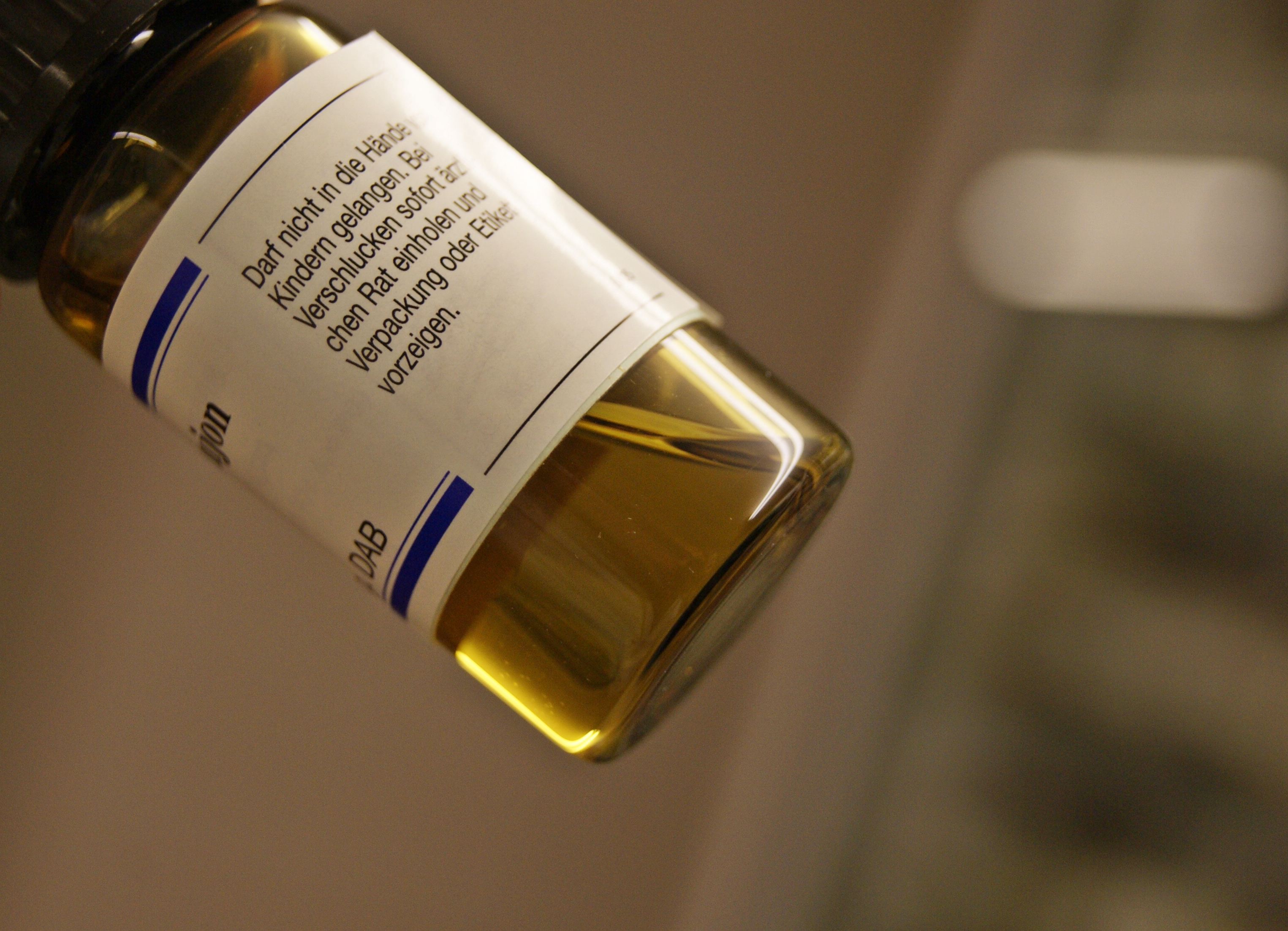
Tujona

Basant-se en la seva forma molecular, durant molts anys es va pensar que la tujona actuava de manera similar al THC sobre els receptors cannabinoides, però ara se sap que això és fals. La tujona és un antagonista del receptor GABAA. Per aquesta inhibició hi pot haver espasmes i convulsions. La tujona també és antagonista del 5-HT₃.
Se sap que la tujona és tòxica tant pel cervell com per les cèl·lules del fetge i pot causar convulsions si s'usa a dosis altes. Altres efectes secundaris de l'oli essencial de les plantes amb tujona inclouen ansiett i insomni, cosa que confirma el seu efecte en el sistema nerviós central.

## Regulacions
En la Unió Europea els màxims nivells de tujona són:
- 0,5 mg/kg en aliments no preparats amb sàlvia comuna i en begudes no alcohòliques preparades amb espècies de plantes del gènere Artemisia.
- 10 mg/kg en begudes alcohòliques preparades sense espècies d'Artemisia.
- 25 mg/kg en aliments preparatsamb sàlvia comuna.
- 35 mg/kg en begudes alcohòliques preparades amb espècies d'Artemisia.